# Bukit Seuntang
Bukit Seuntang är en kulle i Indonesien.   Den ligger i provinsen Aceh, i den västra delen av landet, 1 600 km nordväst om huvudstaden Jakarta. Toppen på Bukit Seuntang är 25 meter över havet.
Terrängen runt Bukit Seuntang är platt.Runt Bukit Seuntang är det ganska tätbefolkat, med 144 invånare per kvadratkilometer. I omgivningarna runt Bukit Seuntang växer i huvudsak städsegrön lövskog.